# Hysteriofunk
Hysteriofunk és una banda andorrana creada l'any 1996 per Lluís Cartes, Oriol Vilella, Òscar Llauradó i Roger Casamajor, quatre músics andorrans que venien de diferents bandes i que es van unir per tal de fer música instrumental basada en el Jazz Rock i l'experimentació. Amb moltes influències que anaven desde Jamiroquai a Return to Forever. Tot just després de la seva formació van començar a girar per Catalunya, França i Holanda curtint-se com una banda de directe.
Durant els anys 1997 i 1998 enregistren el seu primer disc, Random, als estudis Kay de Manresa, el disc és editat pel segell Disconforme l'any 2000.
Sense parar de girar i tocar en directe enregistren el seu segon àlbum, Juanjo, a Gravaciones Silvestres, coproduït per Hysteriofunk i Marc Parrot. El disc és editat per Disconforme l'any 2004. L'any 2006 celebren els seus 10 anys de vida fent una gira per diferents sales de Catalunya i acabant al Club l'Angel Blau d'Andorra la Vella, on enregistren Directe (2006) que es converteix en el seu tercer disc.Aquí comença una etapa on el grup es prodiga menys pels escenaris degut a la dedicació de dos dels seus membres a les seves carreres artístiques, l'actor Roger Casamajor està immers en el rodatge de El laberinto del fauno, mentre que Lluís Cartes gira amb el seu projecte en solitari. L'any 2012 la banda comença una gira de retorn als escenaris, i l'any 2013 enregistren el seu quart disc Deco editat per RHRN.

## Discografia
- Random, Disconforme 2000 (DISC1980CD)
- Juanjo, Disconforme 2004 (DISC1981CD)
- Directe, Disconforme 2006 (DISC 1999 CD)
- Deco, Right Here Right Now 2013 (RHRN02813)[5]
- Forma 2016[6]